# Province de Flandre-Orientale
Pour les articles homonymes, voir Flandre.
La Flandre-Orientale (en néerlandais : Oost-Vlaanderen) est une province de Belgique située en Région flamande.
Elle est située au nord de la Belgique et est placée sous la tutelle de la Région flamande.
Son territoire correspond approximativement à celui de l'ancien département français de l'Escaut. Il représente la partie orientale de l'ancien comté de Flandre (diminuée, bien sûr, de la Flandre zélandaise qui fait aujourd'hui partie du royaume des Pays-Bas).

## Caractéristiques

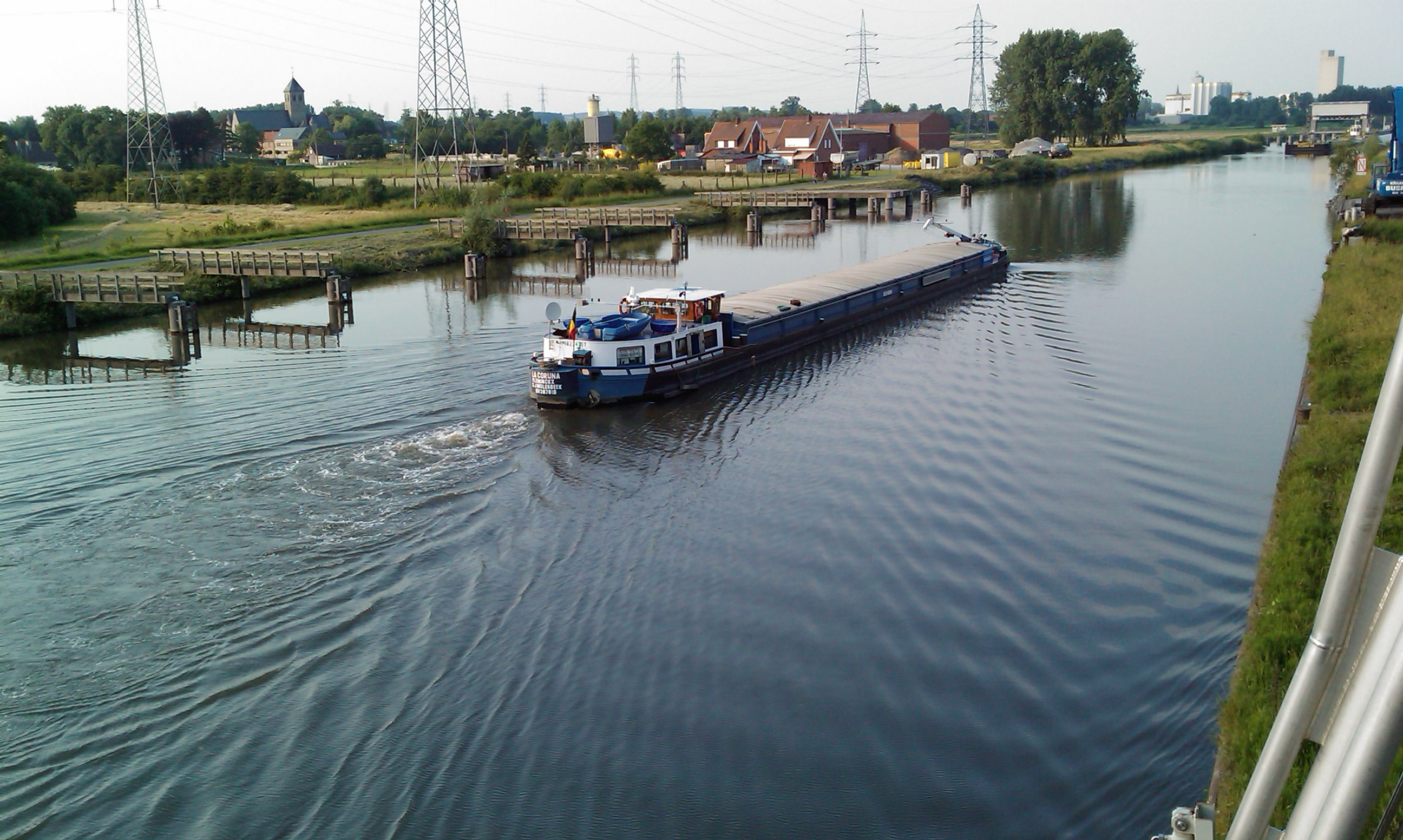
L'Escaut aux environs de Ruien

Chef-lieu : Gand, qui est aussi la plus grande ville, un gouverneur, six députés.
Fleuve : l'Escaut.
Rivières : la Lys, la Dendre, la Durme, le Zwalin.

## Histoire
La province de Flandre-Orientale correspond au département de l'Escaut créé en 1795 par les Français dans la partie orientale du comté de Flandre.
En 1815, lors de la création du royaume des Pays-Bas, le département devint la province de Flandre-Orientale.
Le 31 mars 1923, les communes de Zwijndrecht et Burcht furent détachées de la province de Flandre-Orientale pour être intégrées à la province d'Anvers.

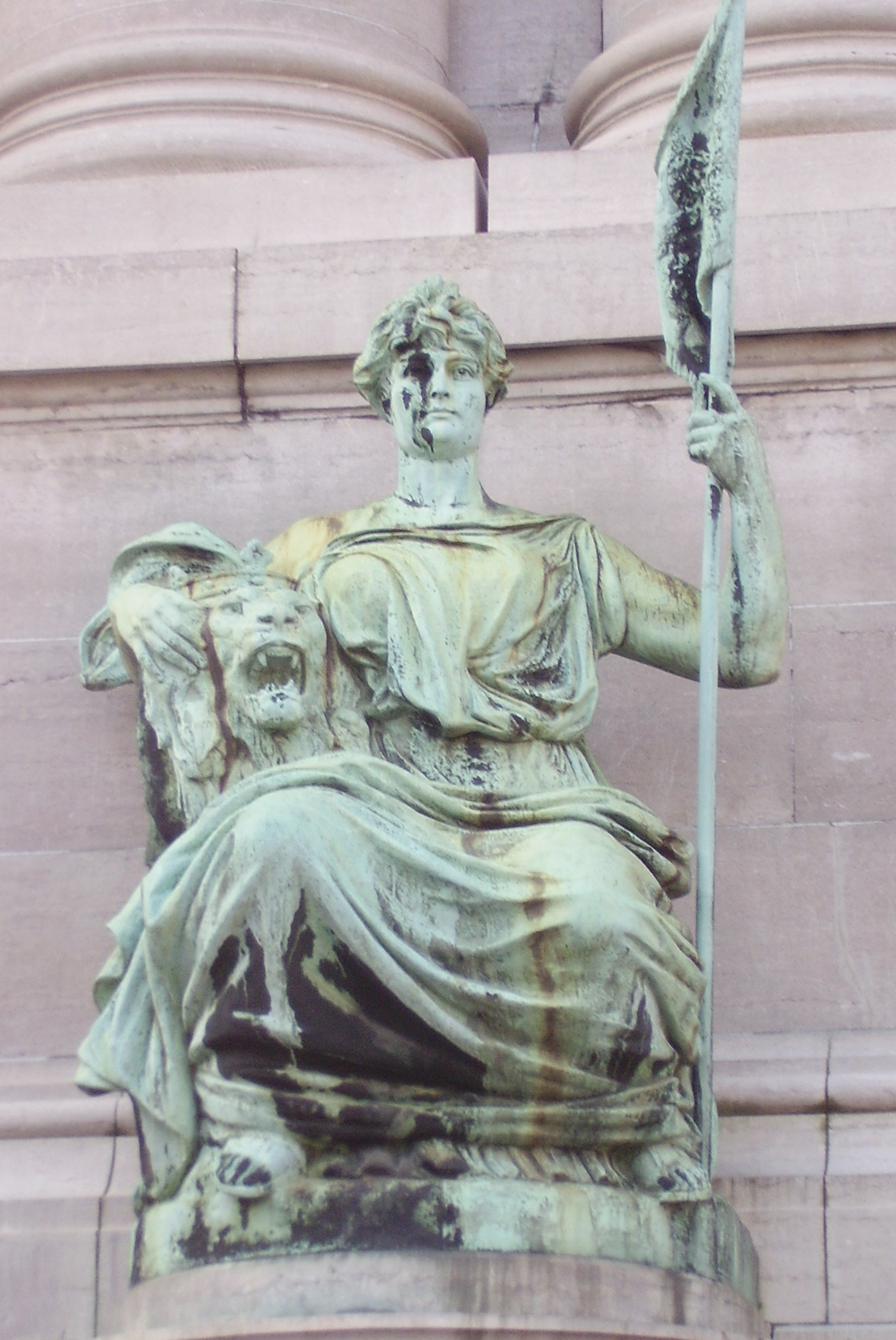
Allégorie de la province de Flandre-Orientale par Jef Lambeaux, parc du Cinquantenaire, Bruxelles.

## Héraldique
|  | La province possède des armoiries qui lui ont été octroyées le 27 mai 1997. Le lion noir sur un champ d'or représente les armoiries d'origine des comtes de Flandre, connu depuis 1162 sur le sceau de Philippe de Flandre. Les couleurs sont connues depuis le milieu du XIIIe siècle. Depuis lors, le lion est le symbole des comtes de Flandre et de la province de Flandre. La province de Flandre Orientale a été créée en 1813 et a reçu les premières armoiries le 10 août 1816. Les armoiries montraient alors le lion de Flandre, avec un chef montrant les armes nationales néerlandaises. Après l'indépendance de la Belgique en 1830, le chef fut enlevé. Ces armoiries ont été largement utilisées, mais jamais officiellement accordées. Les armoiries étaient généralement utilisées avec la couronne d'un comte. Ce n’est qu’en 1997 que les armes ont été accordées avec maintenant pour supports le lion de Flandre. Blasonnement : D'or au lion de sable armé et lampassé de gueules. L'écu sommé d'une couronne comtale à treize perles dont trois relevées et soutenu par deux lions de sable, armés et lampassés de gueules. La terrasse composée d'un socle de trois marches d'argent. Source du blasonnement : Heraldy of the World. |

## Démographie

### Évolution démographique
Nombre d'habitants × 1000
- Source : Statbel - Remarque: 1806 jusqu'à 1970=recensement; depuis 1971=nombre d'habitants chaque 1er janvier[1]

### Population par arrondissement
| Arrondissement                | Habitants (1/1/2025) | Superficie km2 | hab./km2 |
| ----------------------------- | -------------------- | -------------- | -------- |
| Alost                         | 307 426              | 472,94         | 650,0    |
| Termonde                      | 208 435              | 346,57         | 601,4    |
| Eeklo                         | 89 465               | 335,52         | 266,7    |
| Gand                          | 575 887              | 911,73         | 631,6    |
| Audenarde                     | 128 606              | 422,87         | 304,1    |
| Saint-Nicolas                 | 292 713              | 537,67         | 544,4    |
| Province de Flandre Orientale | 1 602 532            | 3 027,29       | 529,4    |

- Source : DGS[1]

## Les communes de Flandre-Orientale
Note : les numéros indiqués correspondent à ceux indiqués sur la carte ci-contre.
1. Alost (Aalst)
2. Aalter
3. Assenede
4. Berlare
5. Beveren
6. Brakel (Bracle)
7. Buggenhout
8. De Pinte
9. Deinze[3]
10. Denderleeuw
11. Termonde (Dendermonde)
12. Destelbergen
13. Eeklo
14. Erpe-Mere
15. Evergem
16. Gavere
17. Gand (Gent)
18. Grammont (Geraardsbergen)
19. Haaltert
20. Hamme
21. Herzele
22. Horebeke
23. Kaprijke
24. Kluisbergen
25. Kruibeke
26. Kruisem[4], [5]
27. Laerne (Laarne)
28. Lebbeke
29. Lede
30. Lierde
31. Lievegem[6],[7]
32. Lochristi
33. Lokeren
34. Markedal (Maarkedal)
35. Maldegem
36. Melle
37. Merelbeke
38. Moerbeke
39. Nazareth
40. Ninove
41. Oosterzele
42. Audenarde (Oudenaarde)
43. Renaix (Ronse)
44. Saint-Gilles-Waes (Sint-Gillis-Waas)
45. Saint-Laurent (Sint-Laureins)
46. Hautem-Saint-Liévin (Sint-Lievens-Houtem)
47. Laethem-Saint-Martin (Sint-Martens-Latem)
48. Saint-Nicolas (Sint-Niklaas)
49. Stekene
50. Tamise (Temse)
51. Waasmunster
52. Wachtebeke
53. Wetteren
54. Wichelen
55. Wortegem-Petegem
56. Zele
57. Zelzate
58. Zottegem
59. Zulte
60. Zwalin (Zwalm)

### Communes supprimées en 2019
1. Knesselare[8],[9]
2. Kruishoutem[10],[5]
3. Lovendegem[11],[7]
4. Nevele[3]
5. Waarschoot[12],[7]
6. Zingem[13],[5]
7. Zomergem[14],[7]

## Arrondissements administratifs
La province de Flandre Orientale compte 6 arrondissements administratifs : Alost, Termonde ,
Eeklo, Gand, Audenarde, et celui de Saint-Nicolas.

## Arrondissements judiciaires
Depuis le 1er avril 2014, la Province de Flandre-Orientale fait partie de l'arrondissement judiciaire, de Gand, ceux de Audenarde, Bruges, Courtrai, Furnes, Gand, Termonde  et d'Ypres ayant été fusionnés en un seul arrondissement judiciaire.

## Politique

### Gouverneurs
- 1815 - 1817 : Patrice de Coninck de Merckem
- 1817 - 1819 : Charles Louis Guillaume Joseph van Keverberg van Kessel
- 1819 - 1826 : Philippe de Lens
- 1826 - 1830 : Hendrik Jacob van Doorn van Westcapelle

Depuis l'indépendance de la Belgique :
- 1830 : Pierre de Ryckere
- 1830 - 1834 : Werner de Lamberts-Cortenbach
- 1834 - 1836 : Charles Vilain XIIII
- 1837 - 1843 : Louis de Schiervel
- 1843 - 1848 : Léandre Desmaisières
- 1848 - 1871 : Edouardo De Jaegher (lib.)
- 1871 - 1879 : Émile de t'Serclaes de Wommersom
- 1879 - 1885 : Léon Verhaeghe de Naeyer (lib.)
- 1885 - 1919 : Raymond de Kerchove d'Exaerde
- 1919 - 1921 : Maurice Lippens (lib.)
- 1921 - 1929 : André de Kerchove de Denterghem (lib.)
- 1929 - 1935 : Karel Weyler (lib.)
- 1935 - 1938 : Jules Ingenbleek (lib.)
- 1938 - 1939 : Louis Fredericq (lib.)
- 1939 - 1954 : Maurice Van den Boogaerde
- 1954 - 1963 : Albert Mariën (lib.)
- 1963 - 1984 : Roger De Kinder (BSP)
- 1984 - 2004 : Herman Balthazar (sp.a)
- 2004 - 2013 : André Denys (VLD)
- 2013 - 2018 : Jan Briers (NVA)
- 2018 - 2020 : Didier Detollenaere (VLD)
- Depuis 2020 : Carina Van Cauter (VLD)[16]

Logo
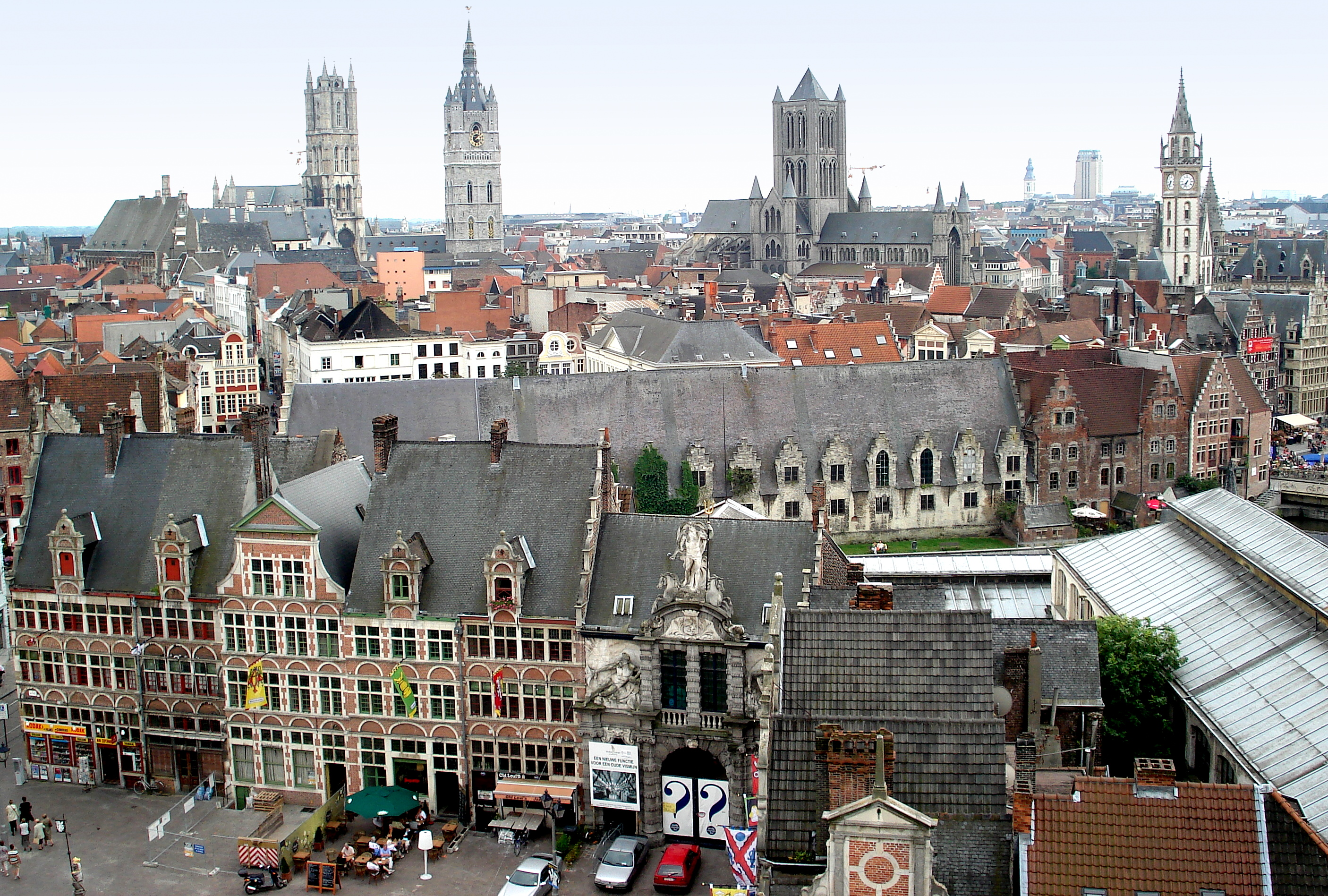
Vue de Gand depuis le château des comtes.
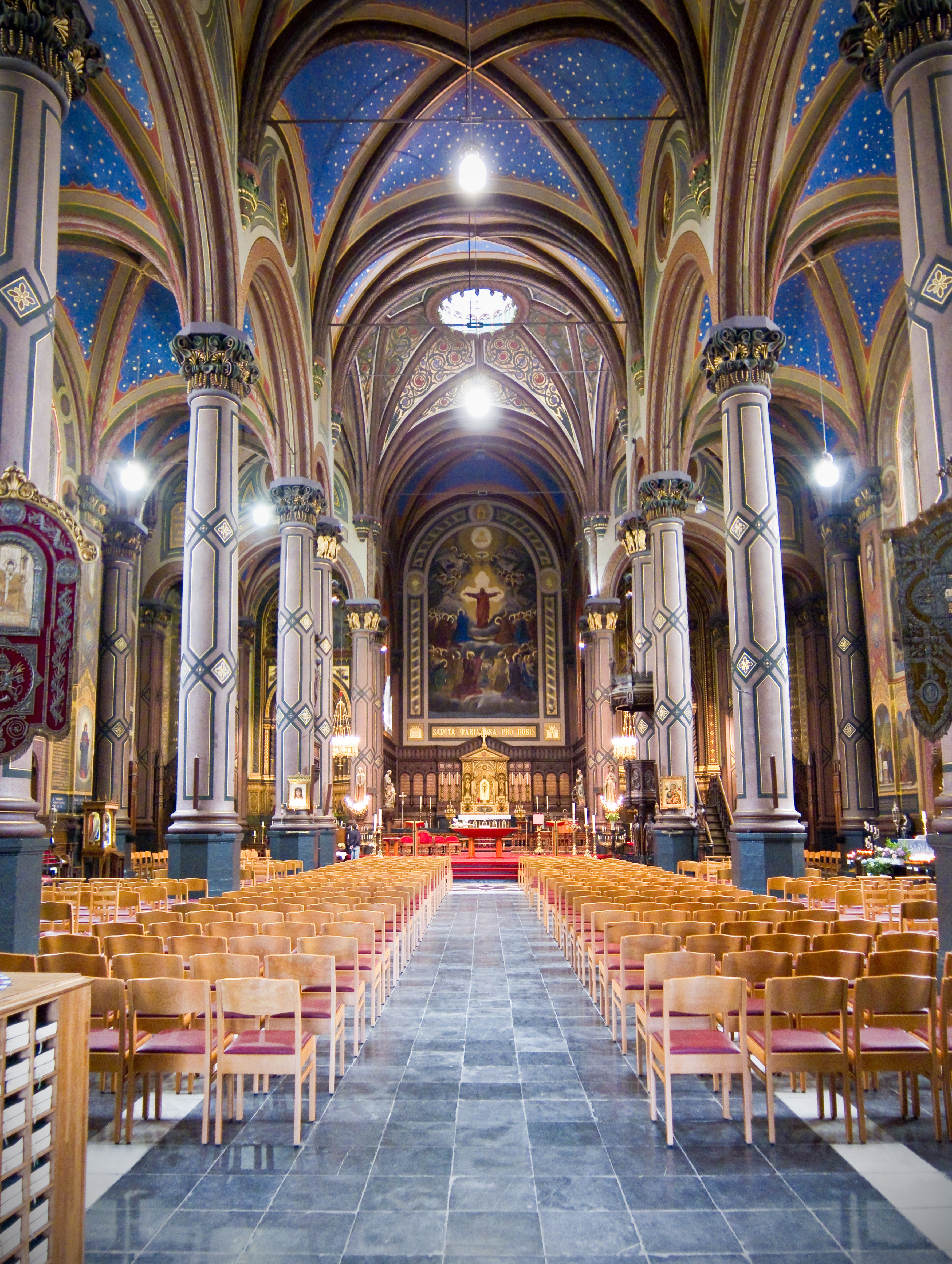
Intérieur de l'église Notre-Dame de Saint-Nicolas

## Commandants militaires
- 1914 : Général Norbert Stroobants
- 1931 : Général Hector Deprez (nl)
- 1944-1945 : Général Fernand Vanderhaeghen
- 1946 : Général Robert Oor
- 1952-1955 : Commodore Georges Timmermans
- 2011 - : Colonel Erik de Durpel
- ?? - aujourd'hui : Kol SBH Herman Hendrickx, ir.

## Sécurité et secours

### Police
Pour les services de police, la province est divisée en 29 zones de police :
| - Vingt-neuf zones de police - 5415 PZ Gent : Gand - 5416 PZ Regio Puyenbroeck : Lochristi, Moerbeke, Wachtebeke et Zelzate - 5417 PZ Meetjesland Centrum : Eeklo, Kaprijke et Saint-Laurent - 5418 PZ Regio Rhode en Schelde : Destelbergen, Melle, Merelbeke et Oosterzele - 5419 PZ Schelde-Leie : De Pinte, Gavere, Nazareth et Laethem-Saint-Martin - 5420 PZ Deinze/Zulte : Deinze et Zulte - 5421 PZ Assenede/Evergem : Assenede et Evergem - 5422 PZ Lowazone : Lovendegem, Nevele, Waarschoot et Zomergem - 5423 PZ Aalter/Knesselare : Aalter et Knesselare - 5424 PZ Maldegem : Maldegem - 5425 PZ Vlaamse Ardennen : Kluisbergen, Kruishoutem, Oudenaarde, Wortegem-Petegem et Zingem - 5426 PZ Brakel : Brakel, Horebeke, Markedal et Zwalm - 5427 PZ Ronse : Renaix - 5428 PZ Geraardsbergen/Lierde : Grammont et Lierde - 5429 PZ Herzele/Sint-Lievens-Houtem/Zottegem : Herzele, Hautem-Saint-Liévin et Zottegem - 5430 PZ Beveren : Beveren | - - 5431 PZ Sint-Gillis-Waas/Stekene : Sint-Gillis-Waas et Stekene - 5432 PZ Sint-Niklaas : Saint-Nicolas - 5433 PZ Kruibeke/Temse : Kruibeke et Tamise - 5434 PZ Lokeren : Lokeren - 5435 PZ Hamme/Waasmunster : Hamme et Waasmunster - 5436 PZ Berlare/Zele : Berlare et Zele - 5437 PZ Buggenhout/Lebbeke : Buggenhout et Lebbeke - 5438 PZ Wetteren/Laarne/Wichelen : Laarne, Wetteren et Wichelen - 5439 PZ Denderleeuw/Haaltert : Denderleeuw et Haaltert - 5440 PZ Aalst : Alost - 5441 PZ Erpe-Mere/Lede : Erpe-Mere et Lede - 5442 PZ Ninove : Ninove - 5443 PZ Dendermonde : Termonde |

### Pompiers

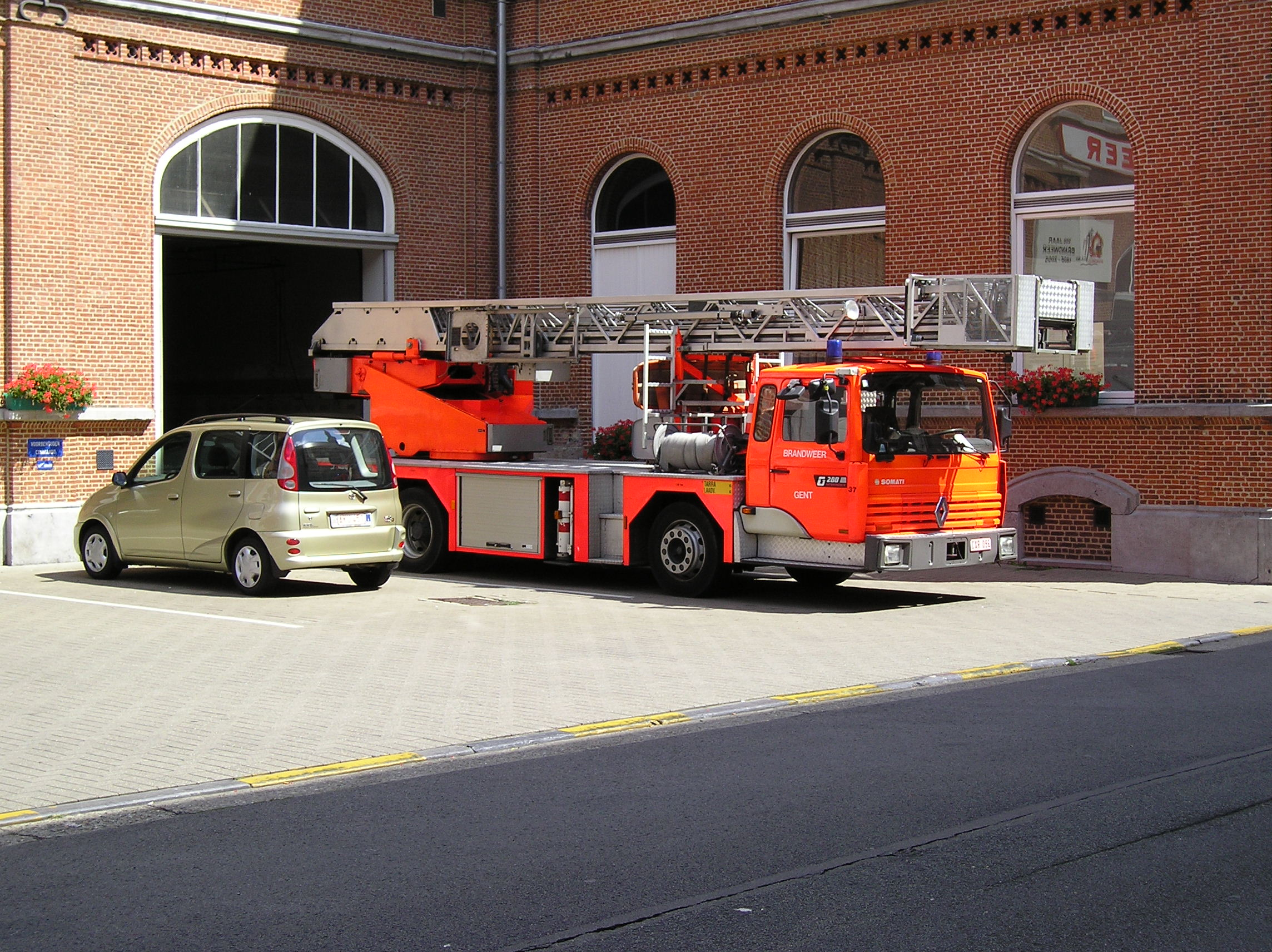
Une auto-échelle des pompiers de Gand, dans la zone de secours Flandre Orientale Centre.

En ce qui concerne les pompiers, la province est divisée en six zones de secours :
- Ardennes flamandes
- Flandre-Orientale Centre
- Flandre-Orientale Est
- Flandre-Orientale Sud-Est
- Meetjesland
- Waasland

La province de Flandre orientale est, avec la province de Liège, la province belge qui dispose du plus grand nombre de zones de secours (6), alors qu'en termes de superficie, elle fait partie des plus petites. Cette plus large division s'explique par les risques spécifiques très diversifiés et la densité de population importante.

### Protection civile
La province de Flandre Orientale n'abrite aucune caserne de la protection civile belge mais dépend, en fonction, de celle de Brasschaat, Jabbeke ou de Liedekerke.